# Pokémon Flippo Update
Pokémon Flippo Update was een reclamereeks rondom de uitgave van Pokémon flippo's in de chipszakken van fabrikant Smiths. Drie reeksen lang werd de kijker iedere dag in een kort reclamefilmpje op Fox Kids (nu Disney XD) op de hoogte gehouden van Pokémon en flippo nieuwtjes en passeerden legendarische onderdelen de revue als het sjip-sjop-spel, de flippo flits, en 'vraag het dokter flippo.'
Reeks 1 werd gespresenteerd door de winnaars van het Fox-Kids Screentest Weekend 2000: Lital Ben-Yehuda en Maiko van Bakel. Lital presenteerde het programma vanuit de flippo studio en Maiko ging als razende reporter het land in op zoek naar het laatste flipponieuws. Daarbij werden zij bij gestaan door André van der Toorn, die in de huid van Dokter Flippo kroop.
In reeks 2 maakte Sylvie Meis haar rentree bij Fox Kids en kwam Ben-Yehuda op de reservebank terecht. Meis bleef de serie presenteren tot het einde van reeks 3 in het voorjaar van 2002. Bekende Nederlanders als Marco Borsato, Twarres en K-otic verleenden ook hun medewerking aan het programma. 